# 尤利娅·贝格曼
尤利娅·伊莎贝尔·贝格曼（德語：Júlia Isabelle Bergmann，2001年2月21日—），巴西、德国女子排球运动员，场上位置是主攻。她曾代表巴西国家队参加2024年夏季奥林匹克运动会女子排球比赛，获得一枚铜牌。